# Châteauneuf (Côte-d'Or)
Châteauneuf o Châteauneuf-en-Auxois es una comuna francesa del departamento de Côte-d'Or en la región de Borgoña. Su nombre (castillo nuevo en lengua francesa) viene de la fortaleza en torno a la cual está construida mientras que Auxois (en latín Alesiensis pagus) hace referencia a un antiguo territorio histórico dentro del ducado de Borgoña. 
Tiene una importante arquitectura medieval que le vale estar incluida en la lista de les plus beaux villages de France, fruto de su importancia dentro del Camino de Santiago (por estar cerca de Vézelay y la Via Lemovicensis) y del comercio que ello generaba.

## Demografía
| 71 | 66 | 63 | 62 | 63 | 83 |
| Para los censos de 1962 a 1999 la población legal corresponde a la población sin duplicidades (Fuente: INSEE [Consultar]) |    |    |    |    |    |